# Freya Colbert
Freya Colbert, född 8 mars 2004, är en brittisk simmare.

## Karriär
I februari 2024 vid VM i Doha tog Colbert guld på 400 meter medley. Vid samma mästerskap tog hon silver på 4 x 200 meter fritt tillsammans med det brittiska lagkappslaget.